# RedLibre
RedLibre fou una comunitat interessada en el desenvolupament de xarxes de telecomunicacions lliures. Principalment RedLibre ha estat vinculada amb les comunitats wireless on ha estat el nexe d'unió d'aquestes comunitats.
El projecte RedLibre va ser creat el setembre de 2001 per Jaime Robles basat en la filosofia dels projectes de codi obert essent el primer projecte de xarxes lliures d'Espanya inspirat per moviments similars als Estats Units d'Amèrica com New York Wireless i Seattle Wireless.
El desembre de 2002 RedLibre va organitzar una trobada amb representants de les quinze comunitats wireless locals. Temps més tard, va néixer l'Asociación Nacional de Usuarios de Redes Inalámbricas (ANUI) amb l'objectiu d'oferir un suport legal als usuaris d'aquest tipus de xarxes.
A partir del naixement de RedLibre van aparèixer centenars de comunitats wireless a tot el món, on els usuaris registraven dominis i creaven pàgines web amb el_seu_poblewireless o la_seva_ciutatwireless; va ser un moment de noves expectatives. Van arribar als 1.100 usuaris registrats i més de 500 persones es van subscriure a les seves llistes de correu electrònic.
Moltes d'aquestes comunitats wireless i en contra de la seva pròpia filosofia, van veure a RedLibre com una amenaça i en comptes d'unir-se per generar una xarxa comuna i tenir a RedLibre com a punt de trobada van afirmar que era un projecte que intentava prendre el control de les xarxes lliures d'Espanya i no s'hi van sumar. Aquests problemes van frenar el creixement i desenvolupament de les xarxes lliures a l'Estat espanyol, que van optar per treballant independentment en petits grups.